# Архијерејско намјесништво бијељинско
Архијерејско намјесништво бијељинско чини одређени број црквених општина и парохија Епархије зворничко-тузланске Српске православне цркве, под надзором архијерејског намесника са седиштем у Бијељини.
Архијерејско намјесништво бијељинско основано је 1913. године као Протопрезвитеријат бијељински. Посљедњом арондацијом од 18. септембра 2013. године из овог намјесништва је издвојено Угљевичко-јањско намјесништво.
Архијерејско намјесништво бијељинско чини 27 црквених општина и 31 парохија, у којој службује 31 парохијски свештеник и 5 парохијских ђакона.

## Парохије
- Амајлијска парохија - Амајлије,[1] чине је села: Амајлије и Ново Село

Црква Пресвете Тројице у Амајлијама - Градња је почела 1997. године према пројекту архитекте Љубише Шкорића, завршена 2002. године. Темеље цркве освештао је 3. маја 1998. године и цркву 15. јуна 2002. године епископ зворничко-тузлански  Василије.
- Балатунско-велиноселска парохија - Бродац,[2]  чине је села: Балатун и Велино Село

Црква Света три јерарха у Балатуну - градња је почела 2000. године. Темеље је освештао 11. јуна исте године и цркву 31. августа 2008. године епископ зворничко-тузлански Василије.
- Батковић 1. парохија
Батковић,[3] чине је засеоци: Мала Обарска, Каравласи, Гојсовац, Липовице и део Марића.

Црква Светог Саве у Батковићу - грађена у периоду од 1983. до 1988. године. Цркву је освештао 9. октобра исте године епископ Василије, уз саслужење епископа далматинског Николаја и бањалучког Јефрема. Раније је у Батковићу постојао храм Светога Саве из 1912. године.
- Батковић 2. парохија
Батковић,[4] чине је засеоци: Гајићи, Клис и село Остојићево

Црква Светог Саве у Батковићу
- Бијељина 1. парохија[5], чини је део града Бијељине и то улице: Мајевичка, Краља Милутина, Филипа Вишњића, Видовданска (куће), Достојевског, Данила Киша, Симе Милутиновића, Браће Суботића, Крајишка, Зорана Радмиловића, Рударска, Бранка Ћопића, Патријарха Павла, Атинска, Карађорђева, Меше Селимовића, Кнеза Милоша, Трг краља Петра, Браће Гаврића, Доситеја Обрадовића, Јована Јовановића – Змаја, Николе Тесле, Саве Ковачевића, Нушићева и Крстовданска.

Црква Светог великомученика Георгија у Бијељини - грађена је у периоду од 1867. до 1870. године.
- Бијељина 2. парохија Бијељина,[6] чини је део града Бијељине и то улице: Његошева, Кнегиње Милице, Васе Тодоровића, Милоша Обилића, Сарајевска, Солунска, Бошка Бухе, Светог Саве, Мајора Д. Гавриловића, Гаврила Принципа и Професора Бакајлића.

Црква Светог великомученика Георгија у Бијељини
- Бијељина 3. парохија Бијељина,[7] чини је део града Бијељине

Црква Светог великомученика Георгија у Бијељини
- Бијељина 4. парохија Бијељина,[8] чини је део града Бијељине

Црква Светог великомученика Георгија у Бијељини
- Бијељина 1. парохија Бијељина[9] чини је део града Бијељине и то улице: Трг ђенерала Драже, Војводе Степе Степановића, Српске добровољачке гарде, Пушкинова, Бањанска, Светозара Миловића, Краља Драгутина, Кнеза Иве од Семберије, Десанке Максимовић, Др Розе Папо, Тиршова, Паје Јовановића, Мајке Јевросиме, Жичка и Уроша Предића.

Саборни храм Рођења Пресвете Богородице - грађена је у периоду од 1999. до 2009. године према пројекту архитекте Наде Филиповић. Исте године  20. септембра, храм је освештао  исте године надлежни архијереј Василије.
- Бијељина 2. парохија Бијељина[10] чини је део града Бијељине и то улице:Другог априла, Слободана Јовановића, Жртава Јадовног, Цетињска, Првог децембра, Митра Тифуновића-Уче, Арсенија Чарнојевића, Недељка Чабриновића, Михајила Пупина, Цара Лазара, Книнска, Београдска, Рачанска, Димитрија Туцовића, Живојина Мишића, Светозара Марковића, Толстојева, Јеврејска, Пребиловачка, Студеничка, Боре Станковића, Херцеговачка, Марије Бурсаћ, Арчибалда Рајса, Саве Мркаља, Лазе Лазаревића, Марка Краљевића.

Саборни храм Рођења Пресвете Богородице
- Бијељина 3. парохија Бијељина,[7] чини је део града Бијељине и то улице: Петрова гора, Скендера Куленовића, Војводе Радомира Путника, Хајдук - Вељкова, Алексе Шантића, Јосифа Маринковића, Крфска, Браће Југовића, Московска, Вуковарска, Косовска, Хиландарска, Даворина Јенка, Петроградска, Владимира Гаћиновића, Комитска, Саве Шумановића, Семберских ратара и куће око Пољопривредне школе.

Саборни храм Рођења Пресвете Богородице
- Бијељина 4. парохија Бијељина,[11] чини је део града Бијељине.
- Бијељина 1. парохија Бијељина,[12] чини је део града Бијељине и то улице: Војводе Петра Бојовића, Јакова Миловића, Луја Пастера, Српске војске, Жртава фашистичког терора, Потпоручника Смајића, Ђуре Јакшића, Богдана Жерајића, Лопарска, Николе Пашића, Владике Гаврила, Дринска, Старине Новака, Младе Босне, Васе Пелагића, Галац, Сергеја Јесењина, Софке Николић, Милешевска, Светозара Милетића, Балканска, 24. септембра, Хајдук Станка, Краља Твртка, Соколска, Николе Спасојевића, Лозничка и Јована Скерлића.

Црква Светих апостола Петра и Павла у Бијељини - грађена је у периоду од 1998. до 2004. године, а по завршетку исте године, на Петровдан 12. јула, освештао га је надлежни архијереј Василије.
- Бијељина 2. парохија Бијељина,[13] чини је део града Бијељине и то улице: Угљевичка, Јурија Гагарина, Баје Станишића, Ивана Горана Ковачића, Ђуре Даничића, Грачаничка, Савска, Кадињача, Јована Цвијића, Козарачка, 27. марта, Теодора Софреновића, Танацка Рајића, Баје Пивљанина, 8. марта, Богдана Зимоњића, Лукијана Мушицког, Јована Рашковића, Ћирила и Методија, Јована Кронштадског, Цара Душана и Данила Илића.

Црква Светих апостола Петра и Павла у Бијељини
- Бијељина 3. парохија Бијељина, чини је део града Бијељине и то улице: Војводе Петра Бојовића, Милована Глишића, Стефана Немање, Црвеног крста, Пантелинска, Љубомира Ненадовића, Париске комуне, Косте Новаковића, Илије Гарашанина, Божидара Жугића и Мике Боснић.

Црква Светих апостола Петра и Павла у Бијељини
- Бијељина 1. парохија Бијељина,[14] чини је део града Бијељине и то улице: Василија Острошког, Петра Кочића, Петра Лубарде, Симе Матавуља, Фрушкогорска, Стјепана Митрова Љубише, Јанка Веселиновића, Раје Баничића, Таковска, Васка Попе, Стевана Синђелића, Зеке Буљубаше и насеље „Ковиљуша“.

Црква Светог Пантелејмона у Бијељини - градња је почела у јуну 2005. године, по пројекту пројектног бироа „Астра-план, Брчко”.
- Бијељина 2. парохија Бијељина,[15] чини је део града Бијељине и то улице: Стефана Дечанског, Косовке дјевојке, Бањалучка, Јасеновачких мученика, Проте Матеје, Старог Вујадина, Душана Радовића, Иве Андрића, Владике Николаја, Данка Кабиља  Букија (део улице) и Мачванска (део улице).

Црква Светог Пантелејмона у Бијељини
- Бијељина 3. парохија Бијељина,[16] чини је део града Бијељине и то улице: Лазе Костића, Данка Кабиља Букија, Мачванска, Незнаних јунака, Мајора Тепића, Марка Миљанова, Кулина бана, Колубарска, Ратка Перића, Метохијска, Светозара Ћоровића, Добровољачка и Сутјеска.

Црква Светог Пантелејмона у Бијељини
- Бијељина 4. парохија Бијељина,[17] чини је део града Бијељине и то улице: Стефана Дечанског, Косовке дјевојке, Бањалучка, Јасеновачких мученика, Проте Матеје, Старог Вујадина, Душана Радовића, Иве Андрића, Владике Николаја, Данка Кабиља  Букија (део улице) и Мачванска (део улице).

Црква Светог Пантелејмона у Бијељини
- Бродачка парохија Бродац,[18] чине је села: Горњи и Доњи Бродац, те Метеризи, заселак села Балатун.

Црква Светог архангела Михаила у Бродцу - грађена је у периоду од 1882. до 1884. године. Након завршене градње храм је освештао на Петровдан - 12. јула 1884. године митрополит зворничко-тузлански Дионисије II Илијевић. Пре ове цркве постојала је велика црква брвнара из 1723. године, југозападно од данашњег храма. Ову прву бродачку цркву запалили су Турци 1788. године, да би 1790. године била изграђена нова црква брвнара, у западном делу данашње порте храма, коју су исто запалили су Турци 1876. године.
- Велика Обарска 1. парохија Велика Обарска,[20] чини је део села Велика Обарска и то засеоци: Ивице, Буџак, Буковица, Табашница, Пољана и Ново Насеље „Гај”.

Црква Светог Марка у Великој Обарској - градња је почела 1937. године, а исте године темеље храма освештао је епископ зворничко-тузлански Нектарије Круљ. Након завршене градње 1938. године цркву је освештао 8. маја исте године надлежни архијереј Нектарије Круљ.
- Велика Обарска 2. парохија Велика Обарска,[21] чини је део села Велика Обарска и то засеоци: Миљевићи, Јелав, Познановићи, Огорелица и Ново Насеље „Орао”.

Црква Светог Марка у Великој Обарској
- Вршанска парохија - Вршани,[22] чини је села: Вршани, Доњи Магнојевић и Средњи Магнојевић. Парохија у свом саставу има двије црквене општине: ЦО Вршани и ЦО Магнојевић.

Црква Светог Саве у Вршанима - грађена је у периоду од 1979. до 1981. године. По завршетку храм је освештао 18. октобра исте године надлежни архијереј Василије. Пет метара јужно од садашње цркве постојао је храм саграђен 1903. године. Овај храм освештао је 12. септембра 1903. године митрополит зворничко-тузлански Григорије Живковић, који је због испуцалих зидова порушен 1979. године. Од цигле истога саграђен је данашња црква. Часна трпеза старог храма још постоји на своме месту.
- Горњоцрњеловачка парохија - Црњелово Горње,[23] чини је село Горње Црњелово и део села Доње Црњелово.

Црква Вазнесења Господњег у Горњем Црњелову - грађена је 1889/90. године. Храм је изграђен од властитих средстава мештана Црњелова и налази се у центру села, односно на граници између Горњег и Доњег Црњелова.
- Гробље Пучиле Бијељина,[24] градско гробље Пучиле

Црква преноса моштију Светог Стефана у Бијељини - градња је завршена 1936. године, а храм је освештао епископ зворничко-тузлански Нектарије Круљ. Ктитор храма је индустријалац Илија Ранкић из Београда.
- Даздаревачко-тријешничка парохија Даздарево,[25] чине је села: Даздарево, Тријешница, Крива Бара и мањи део села Дворови.

Црква Сабора српских светитеља у Даздареву - грађена је у периоду од 1999. до 2004. године, а 12. септембра те године храм је освештао надлежни архијереј Василије.
- Дворови 1. парохија Дворови,[26] чини је село Дворови са засеоцима: Ханаиште, Љесковача и Гајеви.

Црква Светог Прокопија у Дворовима - грађена је у периоду од 1992. до 1996. године, а храм је освештао 29. септембра исте године надлежни архијереј Василије.
- Дворови 2. парохија Дворови,[27] чини је село Дворови са засеоцима: Ханаиште, Љесковача и Гајеви.

Црква Светог Прокопија у Дворовима
- Доњоцрњеловачка парохија Црњелово Доње,[28] чини је већински део села Црњелово Доње, засеоци Вруља, Грабици, Којићи и Ђукићи.

Црква Рођења Пресвете Богородице у Црњелову Доњем - градња је почела 1997. године, након завршене градње храм је освештао 16. септембра 2007. године надлежни архијереј Василије.
- Љељеначка парохија Љељенча,[29] чини је село Љељенча, Бријесница (део села), Средња Чађавица (део села) и Горња Чађавица (део села), заселак Обарска Буковица у селу Велика Обарска.

Црква Пресвете Тројице у Љељенчи - грађена је у периоду од 2000. до 2008. године, а храм је освештао 7. септембра исте године надлежни архијереј Василије.
- Међашанско-трњачанска парохија - Трњаци,[30] чини је села: Међаши и Трњаци

Црква Светог пророка Илије у Трњацима - грађена је у периоду од 1999. до 2003. године, а храм је освештао 2. јула исте године надлежни архијереј Василије.
- Новодворовска парохија Нови Дворови,[31] чини је три приградска насеља: Нови Дворови – Бакрачићи, Гојсовац и Рудине.

Црква Светог Јована Крститеља у Новим Дворовима - градња храма почела је 2004. године, а завршена је 2008. године. Храм је освештао 28. септембра исте године епископ Василије.
- Поповљанска парохија Попови,[32] чини је села Попови и Дијелови.

Црква Васкрсења Христовог у Поповима - градња је трајала у периоду 1991 — 1998. године, по пројекту Драгице и Љубише Тешић из Тузле. Ктитори храма су Слободан и Мира Павловић из Чикага, родом из Попова.
- Чађавичка парохија Чађавица Доња,[33] чини је села Доња Чађавица, Доњи Драгаљевац и Градац.

Црква Светога пророка Илије у Чађавици Доњој - градња храма почела је 1931. године, након завршене градње епископ зворничко-тузлански Нектарије Круљ освештао је храм 4. септембра 1937. године.